# ویلیام سی. مک‌کول
ویلیام سی. مک‌کول (به انگلیسی: William C. McCool) فضانورد اهل کشور ایالات متحده آمریکا بود که در ۲۳ سپتامبر ۱۹۶۱ میلادی در سن دیگو زاده شد. وی فرمانده مأموریت اس‌تی‌اس-۱۰۷ شاتل فضایی کلمبیا بود که در حین ماموریت فضایی منفجر شد.
جایزه برجسته فرمانده ویلی مک‌کول به افتخار وی نامگذاری شده است.